# NAVI
NAVI (pe numele real Alexandra Ana Ivan; n. 10 mai 1990, Oradea) este o cântăreață, compozitoare și textieră din România. Este cunoscută în special pentru piesa și videoclipul „Picture Perfect”, participarea la Eurovision 2011 (co-autor al piesei „Change” - Hotel FM) și pentru activitatea în duo-ul pop-rock Alexandra & Alec. 

## Biografie
NAVI a început să cânte și să compună la 12 ani, în orașul ei natal, Oradea. A lucrat, în postura de compozitor și textier, cu artiști români precum Morandi, Hotel FM, Anca Florescu, VAIDA, Foișorul de Foc, Aurelian Temișan, Roxana Nemeș, Julie Mayaya și Mihai Toma & Passione.
Din 2008 până în 2012, a făcut parte din duo-ul pop-rock Alexandra & Alec, alături de chitaristul Alec Sándor. Împreună au lansat trei single-uri însoțite de videoclipuri („La cafea”, „Bad Day”, „În noapte”) și EP-ul „Little Dreams”, cu nouă piese originale compuse în formula Alexandra & Alec și orchestrate de Edward Maya, Vali Rotari și NMC (Nica Marian Ciprian).
În 2010, NAVI a compus versurile piesei „Come As One”, prezentată de Hotel FM la Selecția Națională Eurovision. Melodia a câștigat aprecierea publicului, dar nu a reușit să treacă mai departe de finală. În anul următor, cântecul „Change” (muzica: Gabriel Băruța; versurile: NAVI / Gabriel Băruța) a reprezentat România la Eurovision, clasându-se pe locul 17. 
După destrămarea proiectului Alexandra & Alec, NAVI a început o carieră solo, orientată spre genurile Pop și Indie, dar și spre colaborări cu artiști din zona Hip hop. În 2012, NAVI a compus și înregistrat împreună cu rapperii Jepcar și Arssură piesa „Lege și dezordine”, dedicată lui Mihai Moldoveanu. 
În 2014, NAVI și-a lansat primul single pe cont propriu, „Picture Perfect”, însoțit de un videoclip care a stârnit numeroase controverse în presa autohtonă. În ianuarie 2015 a apărut cel de-al doilea single semnat NAVI, „The Burning Process”, urmat de „Eyes Wide Shut” (septembrie 2015) și „My Diary” (iunie 2017).
În primăvara anului 2017, NAVI a semnat un contract cu casa de discuri Electrecord. Pe 8 iunie a fost lansat primul album din cariera artistei, „Songbird”, care conține 14 piese indie-pop compuse de NAVI și Marian Nica.
În septembrie 2019, solista a lansat single-ul „Box”, compus de ea și orchestrat de Andrei Grigore și Petre Iftimie în studioul Demisec Records.

## Videoclipul „Picture Perfect”
„Picture Perfect” este primul videoclip românesc cu tematică BDSM, regizat de către NMC (Nica Marian Ciprian) și lansat pe 8 octombrie 2014. Materialul video este, în fapt, un scurt-metraj în care apar scene de bondage și sadomasochism, corelate cu povestea ficțională a unui criminal în serie. Rolurile principale sunt interpretate de către NAVI, Florin Iordache (ex Krypton) și Camelia Căpitanu. Videoclipul a generat reacții puternice în presa autohtonă și a fost interzis de către majoritatea posturilor de televiziune.
Pe 30 octombrie 2014, NAVI a fost invitată la emisiunea „Wowbiz” (Kanal D) pentru a vorbi despre videoclip și legăturile ei cu comunitatea BDSM locală, dar și pentru a dezbate alături de psihologul Bebe Mihăescu și moderatorii emisiunii, Adelina Pestrițu și Mădălin Voicu care sunt motivațiile practicanților BDSM, precum și diferențele diferențele între abuz și relații D/s consensuale. 

## Viața personală
Pe 21 martie 2020, NAVI s-a căsătorit cu chitaristul și compozitorul Andrei Grigore, după o relație de cinci ani. Căsătoria civilă a celor doi artiști a avut loc în perioada Stării de Urgență insitituite pe teritoriul României, astfel că s-a desfășurat cu doar trei invitați și cu măști de protecție.  Pe 26 martie, NAVI și Andrei Grigore au participat la emisiunea "La Măruță" difuzată de PRO TV pentru a povesti experiența acestei căsătorii atipice și cum își petrec luna de miere în auto-izolare. 

## Discografie

### Albume
- „Little Dreams” (2009)
- „Songbird” (2017)
- „Lacrimi de Unicorn” (2022)

### Single-uri
- „La cafea” (2009)
- „Bad Day” (2010)
- „În noapte” (2011)
- „Lege și dezordine” - Jepcar feat. Arssură și NAVI (2012)
- „Picture Perfect” (2014)
- „The Burning Process” (2015)
- „Eyes Wide Shut” (2015)
- „My Diary” (2017)
- „Box” (2019)
- „Universuri Paralele” (2020)
- „Sweet Escape” (2021)
- „Lista de dorințe” (2022)
- „Pentru Totdeauna” (2022)
- „Fixer” (Satan featuring NAVI) (2023)

## Premii obținute
- Premiul al III-lea la Festivalul Mamaia 2012, Secțiunea Creație, cu piesa „Cântec de dragoste”, interpretată de Aurelian Temișan (muzica: Vali Rotari; versurile: NAVI, Aniela Rotari, Vali Rotari)[10]
- Premiul al III-lea la concursul de compoziție Battle of Songs 2010, cu piesa „Ascultă-mă”, interpretată de Alexandra & Alec (muzica și versurile: NAVI / Alec Sándorr)[11]